# Albiac (Lot)
Albiac es una pequeña localidad y comuna francesa situada en el departamento de Lot, región de Mediodía-Pirineos y región natural de la Ségala.

## Demografía
| 86 | 77 | 70 | 72 | 60 | 66 |
| Para los censos de 1962 a 1999 la población legal corresponde a la población sin duplicidades (Fuente: INSEE [Consultar]) |    |    |    |    |    |